# Нова Піжмар
Нова Піжма́р (рос. Новая Пижмарь, марій. Пижмарий) — присілок у складі Марі-Турецького району Марій Ел, Росія. Входить до складу Карлиганського сільського поселення.

## Населення
Населення — 112 осіб (2010; 125 у 2002).
Національний склад (станом на 2002 рік):
- татари — 93 %